# Férfi 10 kilométeres hosszútávúszás a 2009-es úszó-világbajnokságon
A férfi 10 kilométeres hosszútávúszást a 2009-es úszó-világbajnokságon július 22-én rendezték meg.

## Érmesek
| Arany                     | Ezüst                                      | Bronz                                    |
| Németország · Thomas Lurz | Amerikai Egyesült Államok · Andrew Gemmell | Amerikai Egyesült Államok · Fran Crippen |

## Eredmények
| Helyezés  | Úszó                     | Nemzetiség | Idő       |
| --------- | ------------------------ | ---------- | --------- |
| Aranyérem | Thomas Lurz              | GER        | 1:52:06.9 |
| Ezüstérem | Andrew Gemmell           | USA        | 1:52:08.3 |
| Bronzérem | Fran Crippen             | USA        | 1:52:10.7 |
| 4         | Valerio Cleri            | ITA        | 1:52:11.4 |
| 5         | Brian Ryckeman           | BEL        | 1:52:13.1 |
| 6         | Spyridon Gianniotis      | GRE        | 1:52:13.6 |
| 7         | Francisco Jose Hervas    | ESP        | 1:52:14.7 |
| 8         | Trent Grimsey            | AUS        | 1:52:14.8 |
| 9         | Mazen Metwaly            | EGY        | 1:52:14.9 |
| 10        | Jevgenyij Dratcev        | RUS        | 1:52:15.0 |
| 11        | Luis Escobar             | MEX        | 1:52:18.0 |
| 12        | Jakub Fitchl             | CZE        | 1:52:24.0 |
| 13        | Gercsák Csaba            | HUN        | 1:52:28.0 |
| 14        | Arseniy Lavrentyev       | POR        | 1:52:28.2 |
| 15        | Diego Nogueira Montero   | ESP        | 1:52:37.1 |
| 16        | Antonios Fokaidis        | GRE        | 1:52:41.3 |
| 17        | Daniel Fogg              | GBR        | 1:52:44.3 |
| 18        | Szergej Bolsakov         | RUS        | 1:52:44.5 |
| 19        | Ivan Lopez               | MEX        | 1:52:45.9 |
| 20        | Julien Codeville         | FRA        | 1:52:47.2 |
| 21        | Rhys Mainstone           | AUS        | 1:52:50.2 |
| 22        | Allan do Carmo           | BRA        | 1:52:52.2 |
| 23        | Chad Ho                  | RSA        | 1:53:13.1 |
| 24        | Bertrand Venturi         | FRA        | 1:53:14.5 |
| 25        | Adel El-Behary           | EGY        | 1:53:52.1 |
| 26        | Simon Tobin-Daignault    | CAN        | 1:53:53.9 |
| 27        | Christian Reichert       | GER        | 1:54:09.9 |
| 28        | Michael Dmitriev         | ISR        | 1:54:29.6 |
| 29        | Petar Sztojcsev          | BUL        | 1:54:50.8 |
| 30        | Jan Posmourny            | CZE        | 1:55:17.4 |
| 31        | Venciszlav Ajdarszki     | BUL        | 1:55:53.5 |
| 32        | Simone Ercoli            | ITA        | 1:56:46.3 |
| 33        | Daniel Viegas            | ESP        | 1:58:21.3 |
| 34        | Craig Hamilton           | GBR        | 1:58:55.7 |
| 35        | Kurt Niehaus             | CRC        | 1:59:25.0 |
| 36        | Ivan Enderica            | ECU        | 1:59:29.4 |
| 37        | Philippe Dubreuil        | CAN        | 1:59:38.9 |
| 38        | Marcelo Romanelli Soares | BRA        | 2:00:42.2 |
| 39        | Esteban Enderica         | ECU        | 2:01:48.8 |
| 40        | Josip Soldo              | CRO        | 2:08:07.2 |
| 41        | Tomislav Soldo           | CRO        | 2:12:19.8 |
| 42        | Juan Prem Biere          | GUA        | 2:20:48.2 |
| --        | Elgun Babayev            | AZE        | DNF       |
| --        | Ruslan Bolshakov         | AZE        | DNF       |
| --        | Angel Moreira            | VEN        | DNF       |
| --        | Ihor Cservinszkij        | UKR        | DQ        |
| --        | Ihor Sznitko             | UKR        | DQ        |
| --        | Yvan Hernandez           | VEN        | DQ        |